# Chita (Aichi)
Chita è una città giapponese della prefettura di Aichi.